# دونيفان (نبراسكا)
دونيفان (بالإنجليزية: Doniphan, Nebraska)‏ هي منطقة سكنية تقع في الولايات المتحدة في مقاطعة هال، نبراسكا. يقدر عدد سكانها بـ 829 نسمة ومساحتها 1.32 كم2 وترتفع عن سطح البحر 592 متر.

## التركيبة السكانية
قام مكتب تعداد الولايات المتحدة بتحديد بيانات التركيبة السكانية لدونيفان في تعداد الولايات المتحدة. في ما يلي، التركيبة السكانية حسب تعدادي 2000 و2010.

### تعداد عام 2000
بلغ عدد سكان دونيفان 763 نسمة بحسب تعداد عام 2000، وبلغ عدد الأسر 288 أسرة وعدد العائلات 213 عائلة مقيمة في القرية. في حين سجلت الكثافة السكانية 1,654.6 نسمة لكل ميل مربع (638.8/كم2). وبلغ عدد الوحدات السكنية 300 وحدة بمتوسط كثافة قدره 650.6 نسمة لكل ميل مربع (251.2/كم2).
وتوزع التركيب العرقي للقرية بنسبة 98.43% من البيض و 0.39% من الأمريكيين الأصليين و 0.92% من عرقين مختلطين أو أكثر.
بلغ عدد الأسر 288 أسرة كانت نسبة 41.7% منها لديها أطفال تحت سن الثامنة عشر تعيش معهم، وبلغت نسبة الأزواج القاطنين مع بعضهم البعض 55.2% من أصل المجموع الكلي للأسر، ونسبة 15.3% من الأسر كان لديها معيلات من الإناث دون وجود شريك، وكانت نسبة 26.0% من غير العائلات. تألفت نسبة 24.0% من أصل جميع الأسر من أفراد ونسبة 8.7% كانوا يعيش معهم شخص وحيد يبلغ من العمر 65 عاماً فما فوق. وبلغ متوسط حجم الأسرة المعيشية 3.01، أما متوسط حجم العائلات فبلغ 2.58.
بلغ العمر الوسطي للسكان 35 عاماً. وكانت نسبة 30.7% من القاطنين تحت سن الثامنة عشر، وكانت نسبة 8.1% بين الثامنة عشر والأربعة وعشرون عاماً، ونسبة 29.2% كانت واقعةً في الفئة العمرية ما بين الخامسة والعشرون حتى والأربعة وأربعون عاماً، ونسبة 19.1% كانت ما بين الخامسة والأربعون حتى الرابعة والستون، ونسبة 12.8% كانت ضمن فئة الخامسة والستون عاماً فما فوق. يوجد لكل 100 أنثى 85.2 ذكر، ويوجد لكل 100 أنثى في الثامنة عشر من عمرها فما فوق 77.5 ذكر.
بلغ متوسط دخل الأسرة في القرية 36,985 دولار، أما متوسط دخل العائلة فبلغ 42,917 دولار. وكان متوسط دخل الذكور 30,588 دولار مقابل 19,904 دولار للإناث. وسجل دخل الفرد الخاص بالقرية 15,641 دولار. وكانت نسبة 9.9% من العائلات ونسبة 10.2% من السكان تحت خط الفقر، وكان من هؤلاء نسبة 12.1% تحت سن الثامنة عشر ونسبة 8.4% في الخامسة والستين من العمر وما فوق.

### تعداد عام 2010
بلغ عدد سكان دونيفان 829 نسمة بحسب تعداد عام 2010، وبلغ عدد الأسر 338 أسرة وعدد العائلات 217 عائلة مقيمة في القرية. في حين سجلت الكثافة السكانية 1,625.5 نسمة لكل ميل مربع (627.6/كم2). وبلغ عدد الوحدات السكنية 362 وحدة بمتوسط كثافة قدره 709.8 لكل ميل مربع (274.1/كم2).
وتوزع التركيب العرقي للقرية بنسبة 95.8% من البيض و 1.1% من الأمريكيين الأصليين و 0.1% من الأمريكيين الأفارقة و 0.7% من عرقين مختلطين أو أكثر.
بلغ عدد الأسر 338 أسرة كانت نسبة 36.4% منها لديها أطفال تحت سن الثامنة عشر تعيش معهم، وبلغت نسبة الأزواج القاطنين مع بعضهم البعض 51.2% من أصل المجموع الكلي للأسر، ونسبة 9.2% من الأسر كان لديها معيلات من الإناث دون وجود شريك، بينما كانت نسبة 3.8% من الأسر لديها معيلون من الذكور دون وجود شريكة وكانت نسبة 35.8% من غير العائلات. وبلغ متوسط حجم الأسرة المعيشية 3.12، أما متوسط حجم العائلات فبلغ 2.45.
بلغ العمر الوسطي للسكان 34 عاماً. وكانت نسبة 28.5% من القاطنين تحت سن الثامنة عشر، وكانت نسبة 10.4% بين الثامنة عشر والأربعة وعشرون عاماً، ونسبة 25.6% كانت واقعةً في الفئة العمرية ما بين الخامسة والعشرون حتى والأربعة وأربعون عاماً، ونسبة 23.4% كانت ما بين الخامسة والأربعون حتى الرابعة والستون، ونسبة 12.2% كانت ضمن فئة الخامسة والستون عاماً فما فوق. وتوزع التركيب الجنسي للسكان بنسبة 50.2% ذكور و49.8% إناث.